# Felipe José Abárzuza y Oliva
Abárzuza y Oliva est un nom espagnol. Le premier nom de famille, en général paternel, est Abárzuza ; le second, en général maternel, souvent omis, est Oliva.
Felipe José Abárzuza y Oliva, né le 24 mai 1896 à Cadix et mort le 27 août 1970 à Los Molinos, est un amiral et homme politique espagnol. Il est ministre de la Marine sous le régime franquiste.

## Biographie
Né le 24 mai 1896 à Cadix, il intègre l'École navale militaire en 1913. Le 5 janvier 1929, il est nommé commandant du sous-marin C-3 (es), poste qu'il occupe jusqu'au 9 mai 1931 et auquel il est décoré pour actes de guerre. Il est promu contre-amiral en 1945 et vice-amiral en 1957.
Il est chef d'état-major de l'escadre pendant la guerre civile, chef de l'instruction et amiral directeur du ministère espagnol de la Marine, commandant général de la flotte entre décembre 1954 et décembre 1955, chef d'état-major de la Marine entre 1956 et 1957,, et ministre de la Marine entre 1957 et 1962. En cette qualité, il représente l'État franquiste au mariage de l'infant Juan Carlos d'Espagne et de la princesse Sophie de Grèce, célébré à Athènes le 14 mai 1962.
Il meurt le 27 août 1970 à Los Molinos.

## Décorations
Felipe José Abárzuza y Oliva est :
- Grand-croix de l'ordre de Charles III ;
- Grand-croix de l'ordre d'Isabelle la Catholique (1962)[6].